# Jeroni Forteza i Valentí
Jeroni Forteza i Valentí (Palma, Mallorca, 1846 - València, 1923) fou un assagista, periodista, poeta, arxiver i bibliotecari balear.
Germà del també poeta Guillem Forteza i Valentí, Jeroni, exercí d'arxiver a Sevilla i València, i fou bibliotecari a la Biblioteca Provincial de València i redactor del diari “Las Provincias”. Publicà diversos llibres d'assaig en castellà. El titulat Floriloquio modernista por el Doctor Tiquis Miquis (1907) reflecteix el seu conservadorisme literari romàntic. Al mateix temps, fou un apreciat poeta de jocs florals. Així, escriví en català alguns poemes de caràcter romàntic floralesc dins un estil sobri i un to intimista.

## Publicacions
- El espíritu nacional: sarta de reflexiones jocoserías y agridulces para entretener a los desocupados (1893)[3]
- Cosecha del diablo: reunión de artículos estrafalarios (1897)[3]
- Pròleg de Roselles: poesies valèncianes, de Joseph Bodria (1895)[3]
- Floriloquio modernista por el Doctor Tiquis Miquis (1907)[1]